# Dothidea noxia
Dothidea noxia är en svampart som beskrevs av Ruhland 1904. Dothidea noxia ingår i släktet Dothidea och familjen Dothideaceae.   Inga underarter finns listade i Catalogue of Life.